# Cloud Foundry
Cloud Foundry — відкрита PaaS-платформа (Platform as a Service), що розвивається компанією VMware, і яка дозволяє сформувати інфраструктуру для виконання в хмарних оточеннях кінцевих застосунків на Java (Spring), Grails, Ruby (Rails, Sinatra), JavaScript (Node.js), Scala та інших мовах, що працюють поверх JVM. Є можливість роботи спільно з контейнерною віртуалізацією на базі Docker і в хмарних системах, що працюють з використанням OpenStack.
PaaS-платформа, на відміну від IaaS, працює на вищому рівні, ніж виконання готових образів операційних систем, позбавляючи споживача від необхідності обслуговування ОС та системних компонентів, таких як СУБД, мови програмування, програмні фреймворки тощо. В PaaS від користувача потрібно тільки завантажити програму, яку буде запущено в готовому оточенні, що надається платформою.  Наприклад, Cloud Foundry дозволяє програмам працювати з СУБД MySQL, Redis і MongoDB, беручи управління даними СУБД на себе.
Cloud Foundry підтримує функціонування поверх IaaS-платформ VMware vSphere, Amazon Web Services та OpenStack, а також розгортання на локальних системах.
Спочатку код платформи був відкритий в 2011 році компанією VMware. У грудні 2014 організація Linux Foundation, яка курирує широкий спектр робіт, пов'язаних з розвитком Linux, оголосила про прийняття під свою оруду проекту Cloud Foundry. Перехід процесу управління проектом під крило некомерційної організації Linux Foundation дозволить створити нейтральний від окремих вендорів майданчик для спільного розвитку та управління проектом. Ключовими засновниками проекту виступили компанії EMC, HP, IBM, Intel, Pivotal, SAP і VMware.
Основним конкурентом Cloud Foundry є відкрита компанією Red Hat PaaS-платформа OpenShift, яка також може працювати поверх OpenStack.

## Виноски
1. ↑  PaaS-платформа Cloud Foundry адаптирована для работы в окружении OpenStack. Архів оригіналу за 13 червня 2012. Процитовано 7 травня 2012.
2. ↑  Cloud Foundry Foundation Established to Advance Platform-as-a-Service. Архів оригіналу за 29 березня 2015. Процитовано 20 грудня 2014. [Архівовано 2015-03-29 у Wayback Machine.]